# Banana (otok u Kataru)
Banana (ar. جزيرة الموز) je umjetni otočić u Kataru, u Perzijskom zaljevu, koji je izgradio Power International Holding. Otok je u obliku polumjeseca i nalazi se uz obalu glavnog grada Dohe. Ondje je izgrađen Banana Island Resort Doha.
Otok se prostire na 20 hectares (0.2 km2) i ima vlastitu marinu i grebene. Cjelokupna konstrukcija dovršena je do 2015. Ima raznoliku vegetaciju poput palmi i vrtova te luksuzne sadržaje za turiste..

## Vanjske poveznice
|  | Zajednički poslužitelj ima još gradiva o temi Banana (otok u Kataru) |